# Urh (ime)

## Slovenske različice
Urh (m), Udo (m), Uroš (m), Ulrich (m), Ulrih (m), Ulrik (m), 
Ulrika (ž), Ula (ž)

## Tujejezikovne različice
Ullrich (m), Olerik (m), Odelrik (m), Alaric (m), Ódor (m), Ulrike (ž)

## Izvor in pomen imena
Ime pomeni »blaginja in moč« in izhaja iz germanske besede Uodalrich. To je starovisokonemško osebno ime, ki izhaja iz besed ôd(al) (blaginja, dednost) in rich (mogočen, silen, vladar).

## Pogostost imena
Po podatkih Statističnega urada Republike Slovenije je bilo na dan 31. decembra 2007 v Sloveniji 415 oseb z imenom Urh.

## Osebni praznik
Urh je ime nekdaj zelo znanega svetnika. To je Urh, škof iz 10. stol. na Bavarskem, ki je umrl 4. julija 973. Urh praznuje god 4. julija.

## Zanimivost
V Sloveniji je 38 cerkva sv. Urha.